# Все палає (фільм)
«Все палає» — український документальний фільм, знятий дебютантами Олександом Течинським, Олексієм Солодуновим та Дмитром Стойковим. Стрічка розповідає про події на Майдані у Києві взимку 2013–2014 років. Фільм увійшов у лонг-ліст номінантів на Європейський кіноприз 2015 у категорії найкращий документальний фільм.
Світова прем'єра відбулася 29 жовтня 2014 року у секції «Молодіжне кіно» на фестивалі DOK Leipzig у Німеччині, де «Все палає» був визнаний найкращим східноєвропейським документальним фільмом. Українська прем'єра відбулася на міжнародному фестивалі документального кіно про права людини Docudays UA в рамках конкурсної програми DOCU/LIFE 24 березня 2015 року. В український широкий прокат «Все палає» вийшов 26 березня.

## Сюжет
Фільм показує протистояння Революції гідності з епіцентру конфлікту і простежує за тим, як воно змінює свій характер з мирного протесту в кровопролитні зіткнення.

## Виробництво
Олександр Течинський, Олексій Солодунов та Дмитро Стойков прийшли на Майдан, щоб просто зняти події на камеру, однак німецьке видання Frankfurter Allgemeine Zeitung запропонувало їм зробити для них фото- й відео-матеріали. Відтоді режисери почали знімати щодня в центрі Києва, і вже у середині січня зрозуміли: знятого матеріалу так багато, що з нього може вийти фільм. З кінця березня по середину червня Марина Майковська і Олексій Солодунов працювали над монтажем. На той час знятого матеріалу було близько трьох терабайтів, а саме 3,5 годин, з них тільки 82 хвилини увійшли в фільм. Зароблені під час зйомок для FAZ кошти хлопці витратили на постпродашн. Всі три оператори знімали фільм з різних боків: силовиків, мітингувальників та із нейтрального боку. Під час зйомок розгону людей силовиками Олексію Солодунову розбили камеру й вказівний палець. Деякі епізоди стрічки також увійшли до проекту «Євромайдан. Чорновий монтаж». На етапі чорнового монтажу автори вели переговори щодо показу на одному із українських телеканалів, але зрештою його представники відмовилися. Натомість фільм був показаний на німецько-французькому телеканалі Arte.

## Сприйняття
Дмитро Десятерик з газети «День» написав, що Течинський, Солодунов і Стойков змальовують революцію як класичне полотно, на якому вже не так важливо, хто винний, як сама картина великого зіткнення — великої трагедії, яка випала всім. Енн-Доріт Бой з Frankfurter Allgemeine Zeitung заявила, що «Все палає» — заплутаний фільм, в якому грань між добром і злом стирається . Віллем Блекер і Олеся Хромейчук з openDemocracy написали наступне про фільм:
|  | „Все палає“ містить дивовижні кадри, але йому бракує контекстної інформації щодо них. Якщо „Майдан“ Сергія Лозниці тримає дистанцію від епіцентру подій, то цей фільм занурює нас у нього з головою. |

## Визнання
| Нагороди та номінації фільму «Все палає» | Нагороди та номінації фільму «Все палає» | Нагороди та номінації фільму «Все палає»                                     | Нагороди та номінації фільму «Все палає» | Нагороди та номінації фільму «Все палає» | Нагороди та номінації фільму «Все палає» |
| Рік                                      | Нагорода                                 | Категорія                                                                    | Номінант                                 | Результат                                |                                          |
| ---------------------------------------- | ---------------------------------------- | ---------------------------------------------------------------------------- | ---------------------------------------- | ---------------------------------------- | ---------------------------------------- |
| 2014                                     | Кінофестиваль DOK Leipzig                | Приз від телеканалу MDR за найкращий східноєвропейський документальний фільм | «Все палає»                              | Перемога                                 |                                          |
| 2015                                     | Sheffield Doc/Fest                       | Приз імені Тім Гетерінгтона за найкращий документальний фільм                | «Все палає»                              | Номінація                                |                                          |
| 2015                                     | Європейський кіноприз                    | Найкращий документальний фільм                                               | «Все палає»                              | Номінація                                |                                          |